# Покровка (Бакалинский район)
Покровка (баш. Покровка) — деревня в Бакалинском районе Республики Башкортостан Российской Федерации. Входит в состав Старошарашлинского сельсовета.

## География

### Географическое положение
Расстояние до:
- районного центра (Бакалы): 5 км,
- центра сельсовета (Старые Шарашли): 3 км,
- ближайшей ж/д станции (Туймазы): 79 км.

## История
Название происходит от именовании церкви.
Статус деревня, сельского населённого пункта, посёлок получил согласно Закону Республики Башкортостан от 20 июля 2005 года N 211-з «О внесении изменений в административно-территориальное устройство Республики Башкортостан в связи с образованием, объединением, упразднением и изменением статуса населенных пунктов, переносом административных центров», ст.1:

6. Изменить статус следующих населенных пунктов, установив тип поселения — деревня:
7) в Бакалинском районе:…

я) поселка Покровка Старошарашлинского сельсовета

## Население
| 2002 | 2009 | 2010 |
| ---- | ---- | ---- |
| 25   | ↘22  | ↘17  |

Национальный состав
Согласно переписи 2002 года, преобладающая национальность — русские (84 %).